# الحضن (شبوة)
الحضن هي إحدى قرى الجمهورية اليمنية. وهي تتبع جغرافيًا لمحافظة شبوة. وإداريًا لمديرية ميفعة. يبلغ تعداد سكانها 2046 نسمة حسب الإحصاء الذي جرى عام 2004.